# Mesembia catemacoa
Mesembia catemacoa is een insectensoort uit de familie Anisembiidae, die tot de orde webspinners (Embioptera) behoort. De soort komt voor in Mexico en Guatemala.
Mesembia catemacoa is voor het eerst wetenschappelijk beschreven door Ross in 1984.